# Crawfishing
Crawfishing è un cortometraggio muto del 1914. Il nome del regista non viene riportato nei credit del film, un documentario girato in Svezia sulla cattura e preparazione del gambero d'acqua dolce.

## Produzione
Il film fu prodotto dalla Vitagraph Company of America.

## Distribuzione
Distribuito dalla General Film Company, il film - un cortometraggio di 75 metri - uscì nelle sale cinematografiche statunitensi il 25 febbraio 1914. Nelle proiezioni, veniva programmato con il sistema dello split reel, accorpato in un'unica bobina con un altro cortometraggio prodotto dalla Vitagraph, la commedia The Hero.